# Ezekiel Kemboi
Ezekiel Cheboi Kemboi, né le 25 mai 1982 à Matira, est un athlète kényan, pratiquant le 3 000 mètres steeple.
Il figure parmi les meilleurs spécialistes de l'histoire de la discipline en remportant, à partir des années 2000, sept médailles consécutives lors des championnats du monde d'athlétisme, dont quatre en or en 2009, 2011, 2013 et 2015, et trois en argent en 2003, 2005 et 2007. Titré lors des Jeux olympiques de 2004 à Athènes, il devient en 2012 le deuxième athlète après le Finlandais Volmari Iso-Hollo dans les années 1930 à obtenir une seconde médaille d'or olympique sur 3 000 m steeple, en s'imposant en finale des Jeux de Londres.

## Biographie

### Débuts
Né en 1982 à Matira, dans le District de Marakwet, Ezekiel Kemboi est le troisième d'une fratrie de sept enfants. Il commence l'athlétisme en 2000 à l'âge de dix-huit ans, et se concentre rapidement sur l'épreuve du 3 000 m steeple. L'idole de sa jeunesse, Moses Kiptanui, natif également de la région de Marakwet, a été trois fois champion du monde dans cette discipline dans les années 1990. Son premier temps de référence sur le steeple est établi en 2001 à Kakamega en 8 min 56 s 0. Cette même année, il est repéré par Paul Ereng, champion olympique du 800 m aux Jeux de 1988, à l'occasion d'un rassemblement de jeunes athlètes au centre d'entraînement en altitude d'Eldoret. Il dispute par la suite sa première compétition internationale majeure, les championnats d'Afrique juniors de Réduit, à l'Île Maurice. Il y remporte la médaille d'or du 3 000 m steeple en 8 min 39 s 80, devant son compatriote Michael Kipyego.
En août 2002, Ezekiel Kemboi remporte la médaille d'argent des Jeux du Commonwealth de Manchester, derrière son compatriote  	Stephen Cherono, dans le temps de 8 min 19 s 78. Moins d'une semaine plus tard, il termine au pied du podium des championnats d'Afrique senior, à Radès en Tunisie, derrière Brahim Boulami, Wilson Boit Kipketer et Stephen Cherono. Il recevra finalement la médaille de bronze quelques années plus tard à la suite de la suspension pour dopage de Brahim Boulami. Il confirme son potentiel lors des meetings suivants disputés sur le sol européen. Il établit notamment la sixième meilleure performance mondiale de l'année (record personnel) le 30 août lors du Mémorial Van Damme de Bruxelles avec la marque de 8 min 6 s 65.
Les championnats du monde en plein air constituent l'objectif principal de la saison 2003 d'Ezekiel Kemboi. Vainqueur des sélections nationales se déroulant à 1 700 m d'altitude, en 8 min 12 s 55, il s'incline néanmoins à plusieurs reprises lors des courses suivantes face à son compatriote Stephen Cherono, qui a récemment opté pour la nationalité qatarienne et a changé son nom en Saif Saeed Shaheen. Le 15 août 2003, il est devancé d'un centième de seconde par Shaheen au meeting du Weltklasse Zurich, mais réalise cependant un nouveau record personnel en 8 min 2 s 49. Les deux hommes se retrouvent fin août au Stade de France en finale des championnats du monde de Paris-Saint-Denis. Après un duel serré débuté à la mi-course, le Qatarien l'emporte au sprint final en 8 min 4 s 39, en devançant de moins d'une seconde Ezekiel Kemboi, médaillé d'argent en 8 min 5 s 11. L'Espagnol Eliseo Martin, troisième de l'épreuve, termine à plus de quatre secondes du vainqueur. Troisième de la finale mondiale de l'IAAF à Monaco, derrière Shaheen et Paul Kipsiele Koech, il conclut sa saison en disputant pour la première fois les Jeux africains. À Abuja, au Nigeria, il s'impose en 8 min 12 s 27.

### Premier titre olympique (2004)
Vainqueur des sélections olympiques kényanes, en altitude, en 8 min 16 s 5, puis des meetings Golden League de Lausanne et de Paris, Ezekiel Kemboi figure parmi les favoris des Jeux olympiques de 2004, à Athènes. Saif Saeed Shaheen, son plus grand rival, qui l'a dominé à deux reprises en début de saison, ne participe pas à cette compétition en vertu du règlement olympique qui l'oblige à être naturalisé depuis au moins trois ans pour être sélectionnable par son nouveau pays. Le 24 août, en finale, Kemboi prend la tête de la course à 200 m de l'arrivée en compagnie de ses compatriotes Brimin Kipruto et Paul Kipsiele Koech, et de l'ex-kenyan naturalisé qatari Musa Obaid Amer. Il effectue une dernière accélération lors de l'ultime ligne droite et s'impose finalement en 8 min 5 s 81 devant Kipruto et Koech, permettant à cette occasion au Kenya de réaliser le premier triplé olympique sur 3 000 m steeple depuis Barcelone 1992. Le 3 septembre, quelques jours après la fin des compétitions, Saif Saeed Shaheen, grand absent des Jeux, établit un nouveau record du monde à Bruxelles en 7 min 53 s 63. Lors de la finale mondiale d'athlétisme, fin septembre à Monaco, Kemboi termine deuxième de l'épreuve, à près de six secondes de Shaheen, mais réalise néanmoins sa meilleure marque de l'année en 8 min 2 s 98.
En 2005, Ezekiel Kemboi, dont la meilleure performance de la saison est de 8 min 9 s 04, parvient néanmoins à décrocher sa deuxième médaille d'argent mondiale consécutive à l'occasion des championnats du monde d'Helsinki, s'inclinant une nouvelle fois devant le tenant du titre Saif Saeed Shaheen (8 min 13 s 31 contre 8 min 14 s 95). En fin de saison, Kemboi ne profite pas de l'absence de Shaheen lors de la finale mondiale de l'IAAF, à Monaco en se classant deuxième de l'épreuve, derrière Paul Kipsiele Koech. En mars 2006, le Kényan participe aux Jeux du Commonwealth de Melbourne, en Australie. Il y remporte la médaille d'or du 3 000 m steeple en 8 min 18 s 17, devant ses compatriotes Wesley Kiprotich et Reuben Kosgei. Auteur de son meilleur temps de la saison en 8 min 9 s 29 en juillet lors meeting Gaz de France de Saint-Denis, il participe début août aux championnats d'Afrique de Bambous, à Maurice. En finale, les juges le disqualifient pour franchissement incorrect d'une haie.
Le Kényan limite ses apparitions sur les pistes, préférant axer sa préparation sur les Championnats du monde d'Osaka. En juillet 2007, à Alger, il s'adjuge la médaille d'argent des Jeux africains en s'inclinant devant son jeune compatriote Willy Komen. Il remporte ensuite les sélections kényanes et réalise son meilleur temps depuis la saison 2004 à l'occasion du meeting d'Athènes, en s'imposant en 8 min 5 s 50, troisième performance mondiale de l'année. En l'absence de Saif Saeed Shaheen, forfait sur blessure, Ezekiel Kemboi fait partie des favoris pour le titre lors des championnats du monde d'Osaka, au Japon. Il est cependant battu pour la troisième fois consécutive dans cette compétition, cette fois-ci par son compatriote Brimin Kipruto, qui s'impose en 8 min 13 s 82, devant Kemboi (8 min 16 s 94) et Richard Mateelong (8 min 17 s 59). En juillet 2008, Kemboi établit son meilleur temps de l'année en 8 min 9 s 25, à Athènes, et remporte par ailleurs les difficiles sélections olympiques kényanes de Nairobi devant Brimin Kipruto et Richard Mateelong. Accusé d'avoir couru de manière irrégulière par Paul Kipsiele Koech mais également par l'ancien champion olympique Kipchoge Keino, il déclare quelques heures après la compétition : « Je vais à Pékin pour défendre mon titre. Si je ne gagne pas la médaille l'or, je ne retournerais jamais au Kenya ». Pourtant, en finale olympique, Ezekiel Kemboi établit la plus mauvaise course de sa carrière en grand championnat en ne prenant que la septième place en 8 min 16 s 33, terminant à plus de six secondes de Brimin Kipruto, vainqueur de son premier titre olympique devant Mahiedine Mekhissi et Richard Mateelong. Il retourne cependant dans son pays après les Jeux accompagné des médaillés kenyans, puis revient en Europe pour disputer la finale mondiale de l'IAAF, à Stuttgart, où  il termine deuxième de la course, derrière Paul Kipsiele Koech.

### Champion du monde (2009 et 2011)

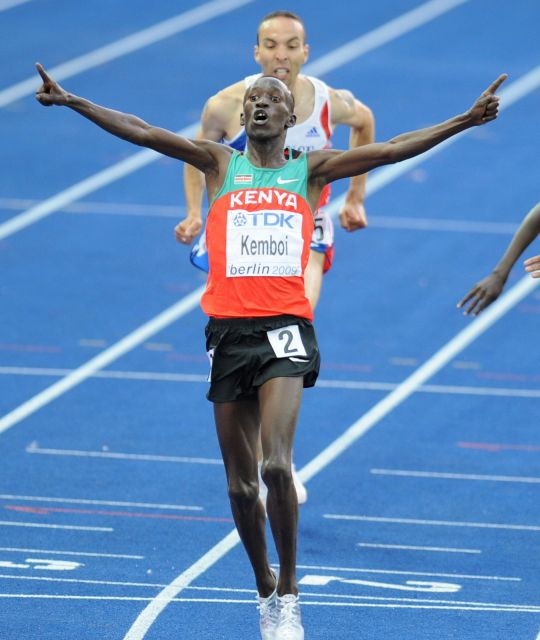
Ezekiel Kemboi remporte les Championnats du monde 2009, à Berlin.

En 2009, après sa désillusion des Jeux olympiques de Pékin, Ezekiel Kemboi change d'entraineur et entame une collaboration avec Moses Kiptanui, triple champion du monde dans les années 1990 considéré comme l'un des plus grands coureur de steeple de l'histoire. « Il a vraiment amélioré ma technique dans la manière de franchir les obstacles et m'a aidé à mieux contrôler ma course » déclare Kemboi à son sujet. Pour sa première course de l'année, en mai au meeting de Doha, le Kényan descend pour la première fois de sa carrière sous les huit minutes en 7 min 58 s 85, temps constituant alors la huitième meilleure marque de tous les temps ainsi que la meilleure performance mondiale de l'année 2009. Le 18 août 2009, il remporte le titre du 3 000 m steeple des championnats du monde de Berlin, inscrivant pour la première fois son nom au palmarès de la compétition après ses trois médailles d'argent obtenues en 2003, 2005 et 2007. Il établit à l'occasion un nouveau record des championnats en 8 min 0 s 43, et devance au terme d'un sprint dans l'ultime ligne droite son compatriote Richard Mateelong et le Français Bouabdellah Tahri. Après Berlin, Ezekiel Kemboi remporte la finale mondiale de l'athlétisme, à Thessalonique en Grèce, devant Paul Kipsiele Koech et Bouabdellah Tahri.
Il participe en 2010 au circuit de la Ligue de diamant et remporte en mai la première épreuve, le meeting de Doha, en 8 min 6 s 2. En juin, lors des championnats du Kenya, il déclare forfait après avoir été blessé au pied par un engin envoyé hors-zone lors de la compétition du lancer du marteau. Il retrouve son meilleur niveau moins d'un mois plus tard au meeting Areva de Saint-Denis en terminant troisième du 3 000 m steeple en 8 min 3 s 78, derrière Brimin Kipruto et Paul Kipsiele Koech. Fin juillet, à Nairobi au Kenya, Kemboi remporte la médaille d'argent des championnats d'Afrique en s'inclinant de près de trois secondes devant Richard Mateelong dans une course tactique. Battu par Paul Kipsiele Koech au British Grand Prix de Londres, il prend sa revanche sur son adversaire le 19 août lors du Weltklasse Zurich, en établissant son meilleur temps de l'année en 8 min 1 s 74. Il termine deuxième du classement général de la ligue de diamant avec 15 pts, derrière Paul Kipsiele Koech (17 pts). Début octobre, il participe aux Jeux du Commonwealth de New Delhi, en Inde, mais ne parvient pas à conserver son titre remporté quatre ans plus tôt. Il se classe deuxième de l'épreuve, en 8 min 18 s 47, distancé une nouvelle fois par Richard Mateelong (8 min 16 s 39).
En mai 2011, Ezekiel Kemboi participe à une épreuve sur route sur 10 km à Arezzo en Italie, et y établit un record personnel en 28 min 38 s. Sur piste, lors de la Ligue de diamant 2011, il remporte la Prefontaine Classic d'Eugene (8 min 1 s 83), et se classe par ailleurs deuxième du Meeting Areva de Saint-Denis en 8 min 7 s 14, terminant à plus de cinq secondes de Mahiedine Mekhissi-Benabbad. Fin juillet, au meeting Herculis de Monaco, il descend pour la troisième fois de sa carrière sous les huit minutes en prenant la deuxième place de l'épreuve en 7 min 55 s 76, derrière Brimin Kipruto, auteur de la meilleure performance mondiale de l'année en 7 min 53 s 64. Quelques jours plus tard, à Arzana en Italie, il porte son record personnel du 3 000 m à 7 min 49 s 95. Favori des championnats du monde se déroulant fin août à Daegu, en Corée du Sud, Ezekiel Kemboi conserve son titre planétaire remporté deux ans plus tôt en s'imposant avec le temps de 8 min 14 s 85, devant Brimin Kipruto et Mahiedine Mekhissi-Benabbad, décrochant ainsi sa cinquième médaille mondiale consécutive sur 3 000 m steeple en cinq éditions. Le 8 septembre, lors du Weltklasse Zurich, il remporte la course en 8 min 7 s 72 en dominant sur le fil Paul Kipsiele Koech. Ce dernier conserve néanmoins sa première place du classement général de la ligue de diamant 2011, en disposant d'un point d'avance sur Kemboi.

### Nouvelle médaille d'or olympique (2012)
En juin 2012, Ezekiel Kemboi se classe deuxième des sélections olympiques kényanes disputées en altitude à Nairobi, derrière Brimin Kipruto. Quelques jours plus tard, à Eldoret, ville où il réside, il est arrêté par la police et inculpé pour agression après un vol à la portière au cours duquel une femme est poignardée. D'après son avocat, cette femme faisait partie d'un complot pour le kidnapper avant les Jeux olympiques et demander une rançon pour sa libération. En octobre 2012, la victime retirera sa plainte et les poursuites seront abandonnées. 
En juillet, au meeting Herculis de Monaco, il se fait surprendre par son jeune compatriote Conseslus Kipruto, champion du monde junior quelques jours plus tôt, qui le devance de justesse sur la ligne d'arrivée. Le 5 août 2012, en finale des Jeux olympiques de Londres, Ezekiel Kemboi remporte pour la deuxième fois la médaille d'or du 3 000 m steeple, huit ans après son dernier sacre, devenant à cette occasion le deuxième athlète après le Finlandais Volmari Iso-Hollo, vainqueur en 1932 et 1936, à s'adjuger deux titres olympique dans cette épreuve. Faisant la différence dans l'ultime ligne droite après le passage de la dernière rivière, il s'impose en 8 min 18 s 56, devant Mahiedine Mekhissi-Benabbad (8 min 19 s 08) et l'autre kényan Abel Mutai (8 min 19 s 73). À l'arrivée, Mekhissi tombe dans les bras de Kemboi en lui donnant une longue accolade. Les deux hommes échangent ensuite leur maillot avant d'executer leur tour d'honneur.

### Troisième titre mondial (2013)

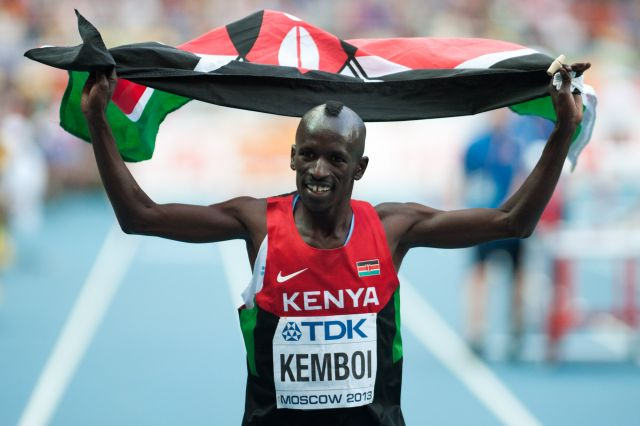
Ezekiel Kemboi remporte les championnats du monde 2013.

En juin 2013, il se classe deuxième du meeting Ligue de diamant des Bislett Gamesà Oslo, en s'inclinant devant son jeune compatriote Conseslus Kipruto. Deux semaines plus tard, le 6 juillet lors du Meeting Areva de Saint-Denis, Le Kényan descend pour la première fois depuis 2011 sous les huit minutes en remportant la course en 7 min 59 s 03, devant Mahiedine Mekhissi-Benabbad et Paul Kipsiele Koech, signant à cette occasion un nouveau record du meeting ainsi que la meilleure performance mondiale de l'année.
Lors des championnats du monde d'athlétisme à Moscou, Ezekiel Kemboi remporte son troisième titre mondial consécutif en devançant, au terme d'une accélération après l'ultime rivière, Conseslus Kipruto et le Français Mahiedine Mekhissi-Benabbad, dans le temps de 8 min 6 s 01. Il égale à cette occasion la performance de son compatriote et entraineur Moses Kiptanui, titré également à trois reprises.
En décembre 2013, il est élu sportif kényan de l'année en compagnie de la marathonienne Edna Kiplagat.
Ezekiel Kemboi se classe troisième des Jeux du Commonwealth de 2014, à Glasgow, derrière Jonathan Ndiku et Jairus Birech. Aux championnats d'Afrique de Marrakech, il ne parvient pas à remporter son seul titre manquant lors d'un championnat international majeur. Il termine troisième de l'épreuve du 3 000 m steeple, devancé une nouvelle fois par Jairus Birech et Jonathan Ndiku. Il termine troisième du classement général de la Ligue de diamant 2014.

### Quatrième titre mondial (2015), disqualification à Rio (2016)
Lors des championnats du monde 2015, à Pékin, Ezekiel Kemboi remporte son quatrième titre mondial consécutif sur le 3000 m steeple, sa septième médaille de rang lors de cette compétition. Auteur d'une accélération brutale dans les 200 derniers mètres, il parvient à lâcher l'Américain Evan Jager et ses trois compatriotes Conseslus Kipruto, Jairus Birech et Brimin Kipruto, et franchit la ligne d'arrivée en 8 min 11 s 28. Il devient l'athlète le plus titré dans cette épreuve en devançant son compatriote Moses Kiptanui, vainqueur à trois reprises en 1991, 1993 et 1995.
Le 17 août 2016, Kemboi participe à sa 4e finale des Jeux olympiques, à Rio, où il parvient à terminer 3e derrière Conseslus Kipruto et Evan Jager avant d'être disqualifié après une réclamation de Mahiedine Mekhissi-Benabbad, initialement 4e de la course, pour avoir empiété la ligne intérieure sur plusieurs appuis. Pensant obtenir la médaille de bronze, il annonce qu'il met un terme à sa carrière. Toutefois, souhaitant s'arrêter seulement s'il montait sur le podium, l'officialisation de sa disqualification le fait changer d'avis et il affirme alors vouloir continuer jusqu'aux championnats du monde d'athlétisme 2017 pour « récupérer [s]a médaille ».
A Londres en 2017, il participe à sa dernière finale mondiale sur 3 000 m steeple mais se classe seulement 11e, à 14 secondes du podium. C'est la première fois de sa carrière qu'il ne décroche pas de médaille aux championnats du monde en huit participations. 

## Palmarès
| Date | Compétition                    | Lieu             | Résultat | Temps         |
| ---- | ------------------------------ | ---------------- | -------- | ------------- |
| 2001 | Championnats d'Afrique juniors | Réduit           | 1er      | 8 min 39 s 80 |
| 2002 | Jeux du Commonwealth           | Manchester       | 2e       | 8 min 19 s 78 |
| 2002 | Championnats d'Afrique         | Radès            | 3e       | 8 min 27 s 14 |
| 2003 | Championnats du monde          | Saint-Denis      | 2e       | 8 min 05 s 11 |
| 2003 | Finale mondiale                | Monaco           | 3e       | 8 min 11 s 79 |
| 2003 | Jeux africains                 | Abuja            | 1er      | 8 min 12 s 27 |
| 2004 | Jeux olympiques                | Athènes          | 1er      | 8 min 05 s 81 |
| 2004 | Finale mondiale                | Monaco           | 2e       | 8 min 02 s 98 |
| 2005 | Championnats du monde          | Helsinki         | 2e       | 8 min 14 s 95 |
| 2005 | Finale mondiale                | Monaco           | 2e       | 8 min 09 s 04 |
| 2006 | Jeux du Commonwealth           | Melbourne        | 1er      | 8 min 18 s 17 |
| 2006 | Finale mondiale                | Stuttgart        | 5e       | 8 min 18 s 01 |
| 2007 | Jeux africains                 | Alger            | 2e       | 8 min 16 s 93 |
| 2007 | Championnats du monde          | Osaka            | 2e       | 8 min 16 s 94 |
| 2008 | Jeux olympiques                | Pékin            | 7e       | 8 min 16 s 38 |
| 2008 | Finale mondiale                | Stuttgart        | 2e       | 8 min 15 s 32 |
| 2009 | Championnats du monde          | Berlin           | 1er      | 8 min 00 s 43 |
| 2009 | Finale mondiale                | Thessalonique    | 1er      | 8 min 04 s 38 |
| 2010 | Championnats d'Afrique         | Nairobi          | 2e       | 8 min 26 s 13 |
| 2010 | Ligue de diamant               | Ligue de diamant | 2e       | détails       |
| 2010 | Jeux du Commonwealth           | New Delhi        | 2e       | 8 min 18 s 47 |
| 2011 | Championnats du monde          | Daegu            | 1er      | 8 min 14 s 85 |
| 2011 | Ligue de diamant               | Ligue de diamant | 2e       | détails       |
| 2012 | Jeux olympiques                | Londres          | 1er      | 8 min 18 s 56 |
| 2013 | Championnats du monde          | Moscou           | 1er      | 8 min 6 s 01  |
| 2013 | Ligue de diamant               | Ligue de diamant | 3e       | détails       |
| 2014 | Jeux du Commonwealth           | Glasgow          | 3e       | 8 min 19 s 73 |
| 2014 | Championnats d'Afrique         | Marrakech        | 3e       | 8 min 39 s 30 |
| 2014 | Ligue de diamant               | Ligue de diamant | 3e       | détails       |
| 2015 | Championnats du monde          | Pékin            | 1er      | 8 min 11 s 28 |
| 2016 | Jeux olympiques                | Rio de Janeiro   | finale   | DSQ           |
| 2017 | Championnats du monde          | Londres          | 11e      | 8 min 29 s 38 |

## Records
| Épreuve         | Performance    | Lieu    | Date              |
| --------------- | -------------- | ------- | ----------------- |
| 1 500 m         | 3 min 40 s 8   | Kisumu  | 24 avril 2004     |
| 3 000 m         | 7 min 44 s 24  | Rieti   | 9 septembre 2012  |
| 3 000 m steeple | 7 min 55 s 76  | Monaco  | 22 juillet 2011   |
| 5 000 m         | 13 min 50 s 61 | Sulmona | 25 septembre 2011 |
| 10 km (route)   | 28 min 38 s    | Arezzo  | 29 mai 2011       |